# 馬鞍山公共圖書館

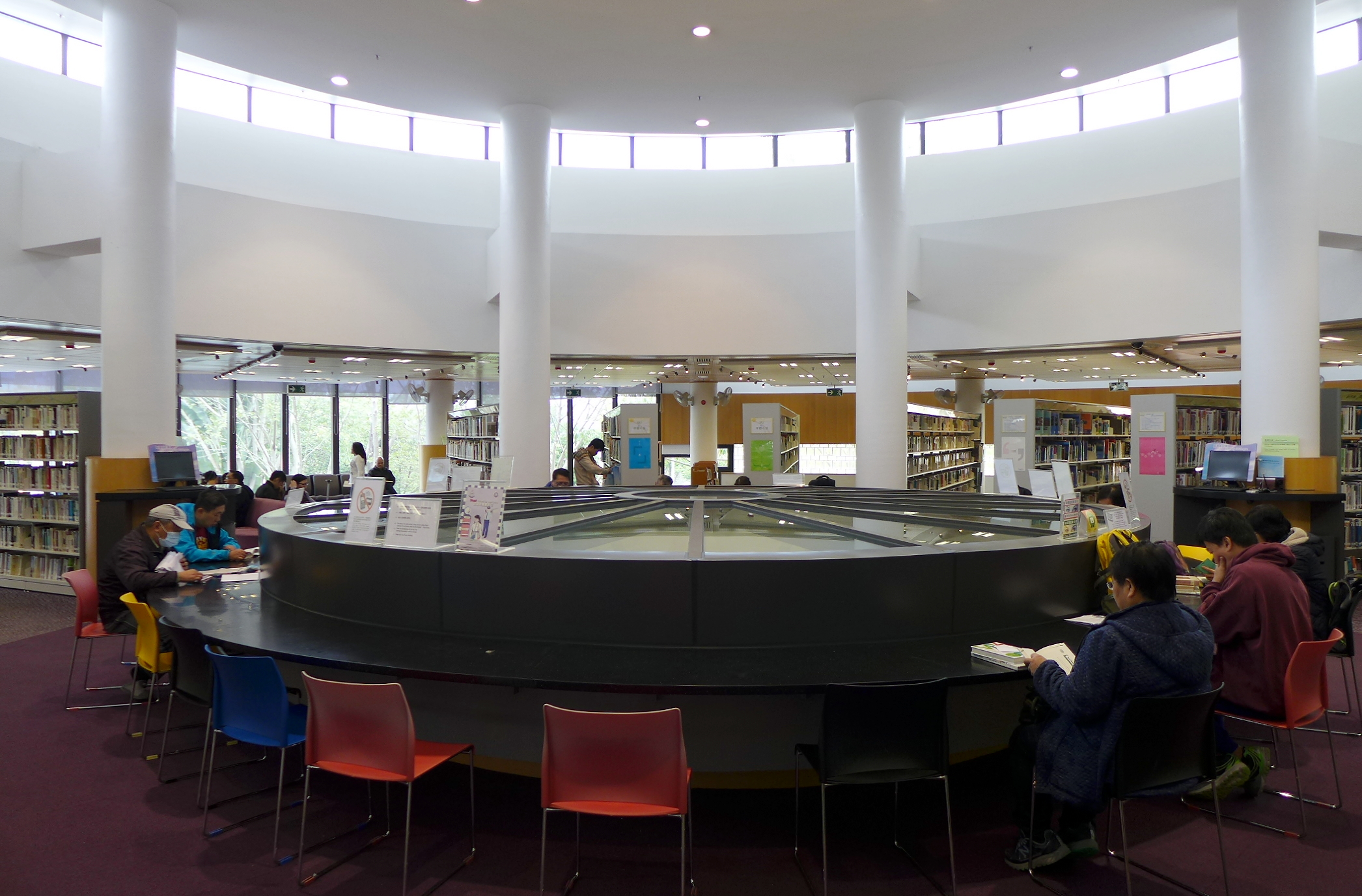
成人圖書館

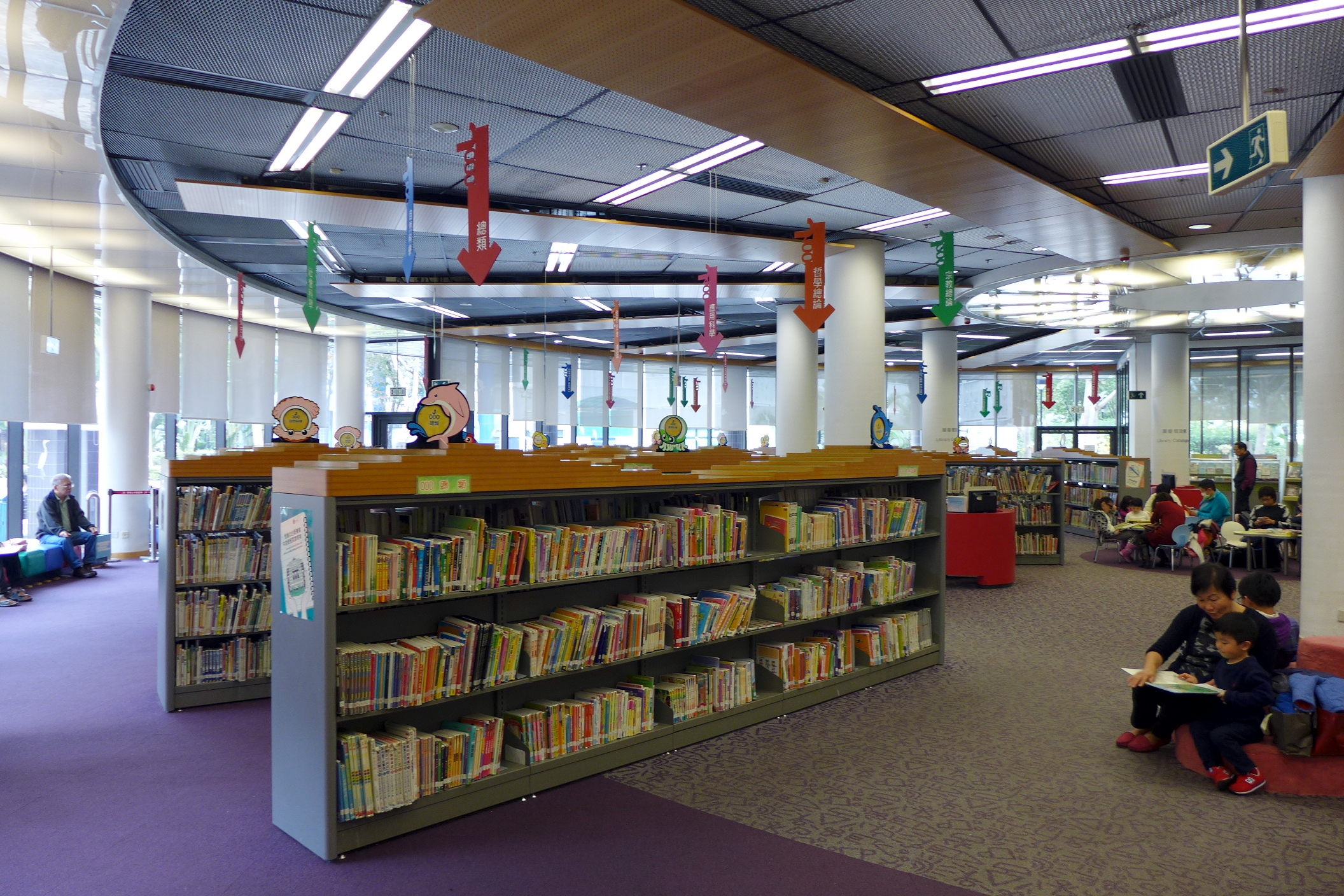
兒童圖書館

馬鞍山公共圖書館（英語：Ma On Shan Public Library）位於香港新界沙田區馬鞍山鞍駿街14號，於2005年4月2日正式啟用，面積達2,200平方米，圖書館大樓是獨立的圓柱形建築物，樓高兩層。
館藏中英文書籍超過15萬冊，設有多媒體圖書館和電腦資訊中心，可以在圖書館的自助咖啡閣享受閱讀樂趣。備有還書箱，方便讀者於休館後歸還書籍。圖書館設有聯機公眾檢索目錄終端機和電腦終端機，方便讀者檢索圖書館的目錄、瀏覽互聯網資訊及觀看唯讀光碟數據庫。 
康文署亦已於馬鞍山公共圖書館安裝無線網絡，配合政府推廣無線上網活動。馬鞍山公共圖書館和大埔公共圖書館將會繼香港中央圖書館後第一批開放無線上網的圖書館。
2018年起，有不少市民質疑馬鞍山公共圖書館存在衞生問題，尤以兒童圖書館傳出臭味為甚。

## 設計
圖書館以圓柱形建築物作為核心，而兒童圖書館內的閒座區以馬鞍山地形作主題，由葉小卡設計，作品名為「馬鞍山地誌」，取得由康樂文化事務署舉辦的公共藝術設計比賽冠軍。

## 場內設備
- 成人圖書館
- 兒童圖書館
- 咖啡閣
- 電腦資訊中心
- 推廣活動室
- 多媒體資料圖書館

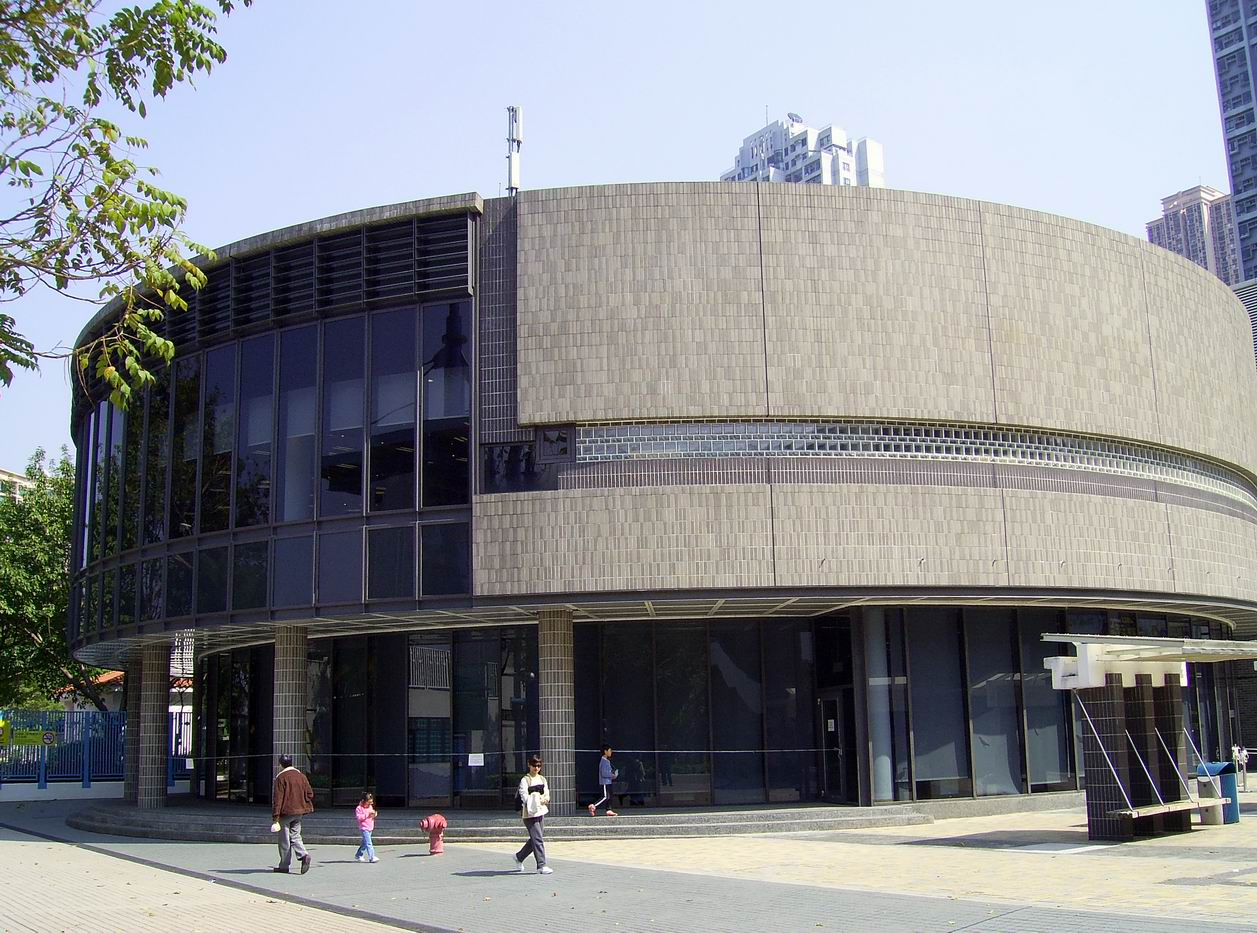
圖書館大樓外貌
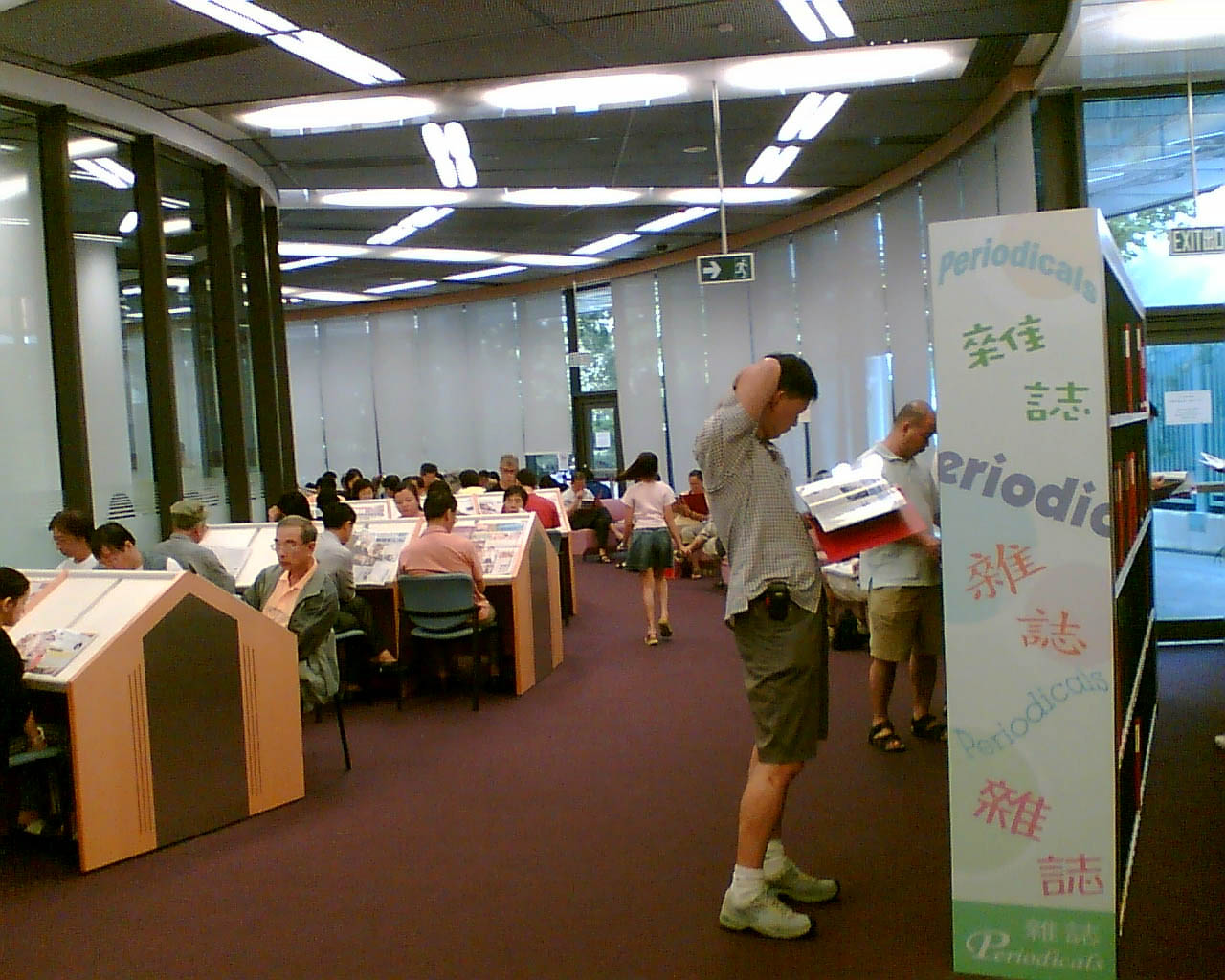
報刊閱覽部
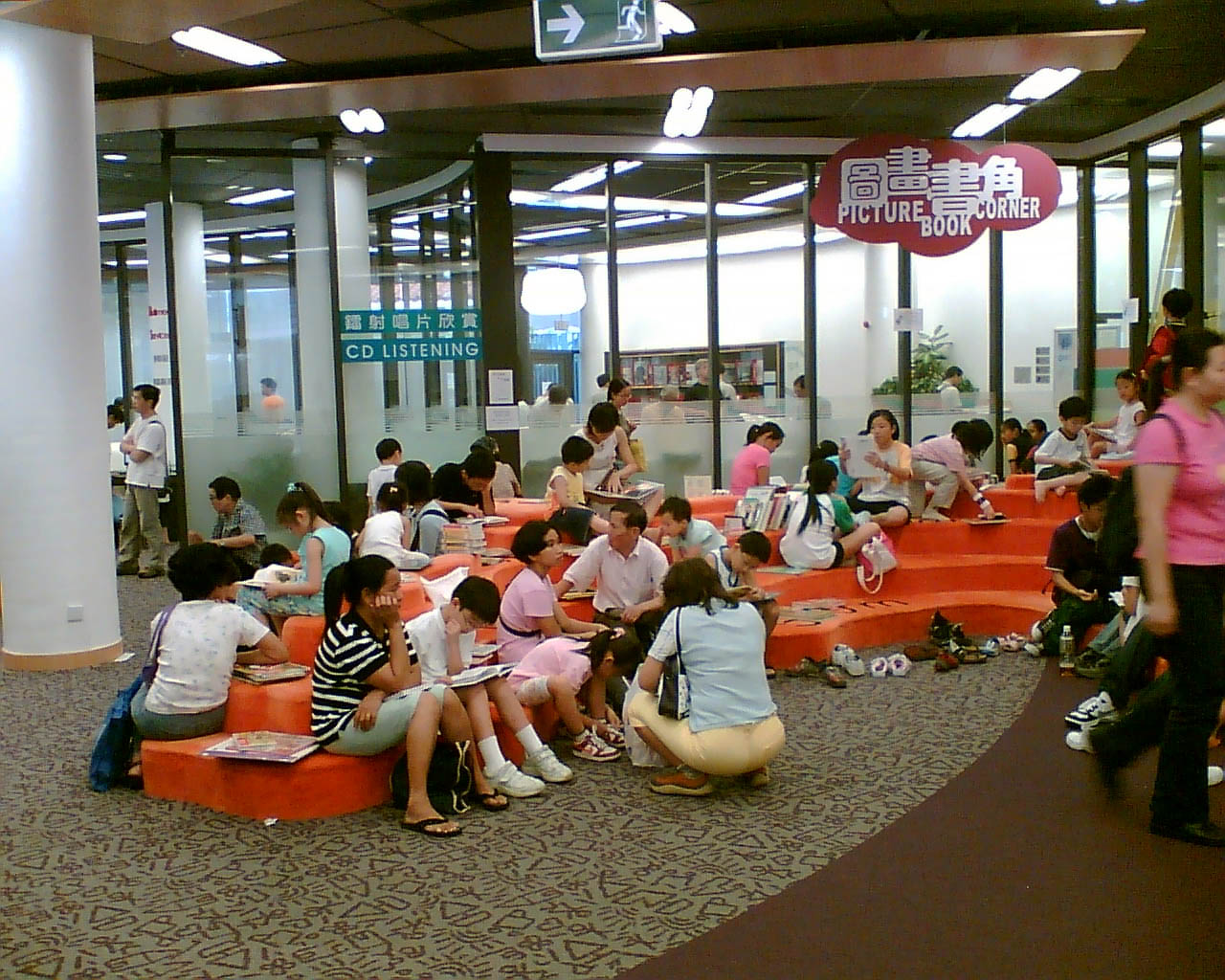
親子閱讀
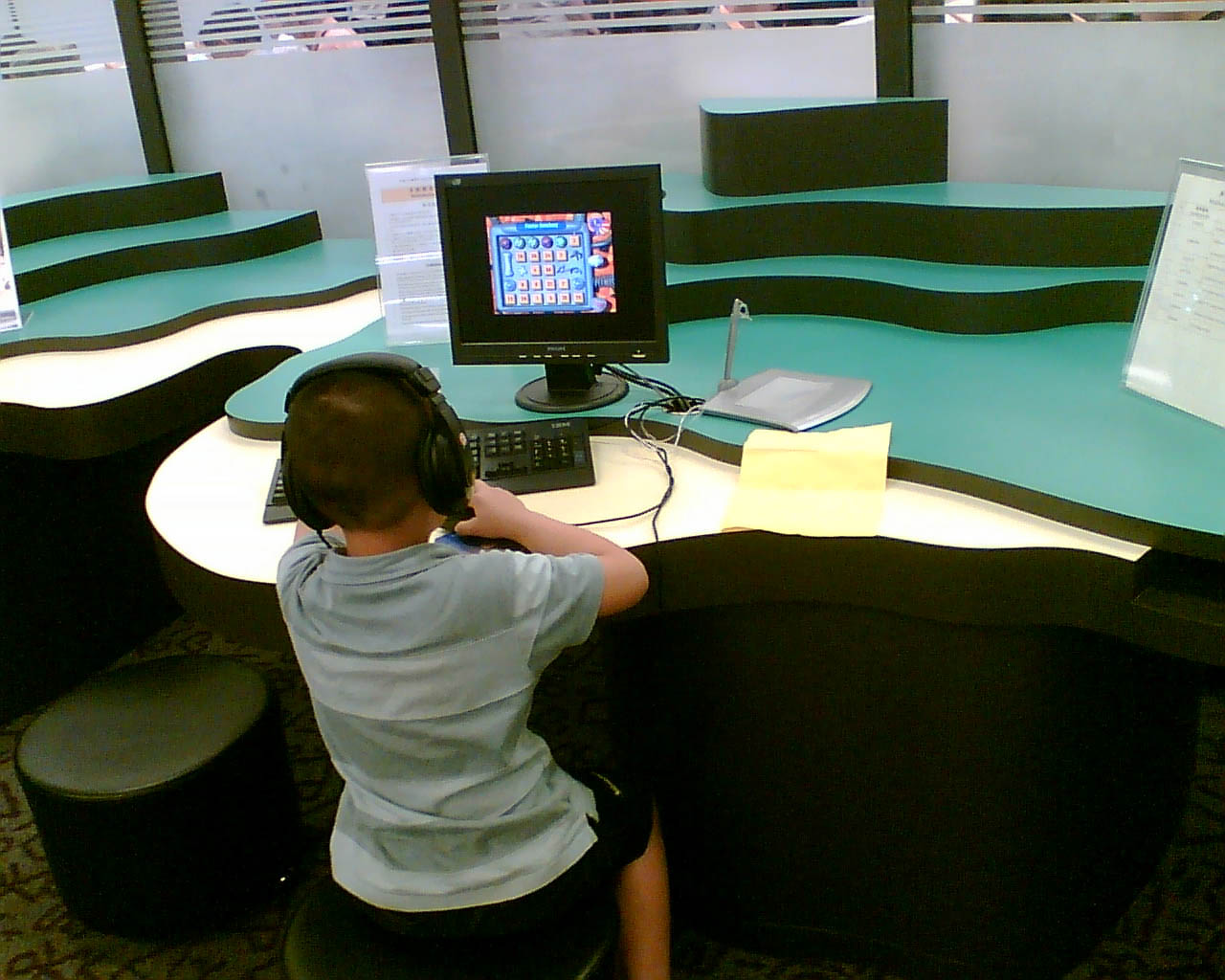
小朋友使用多媒體設備
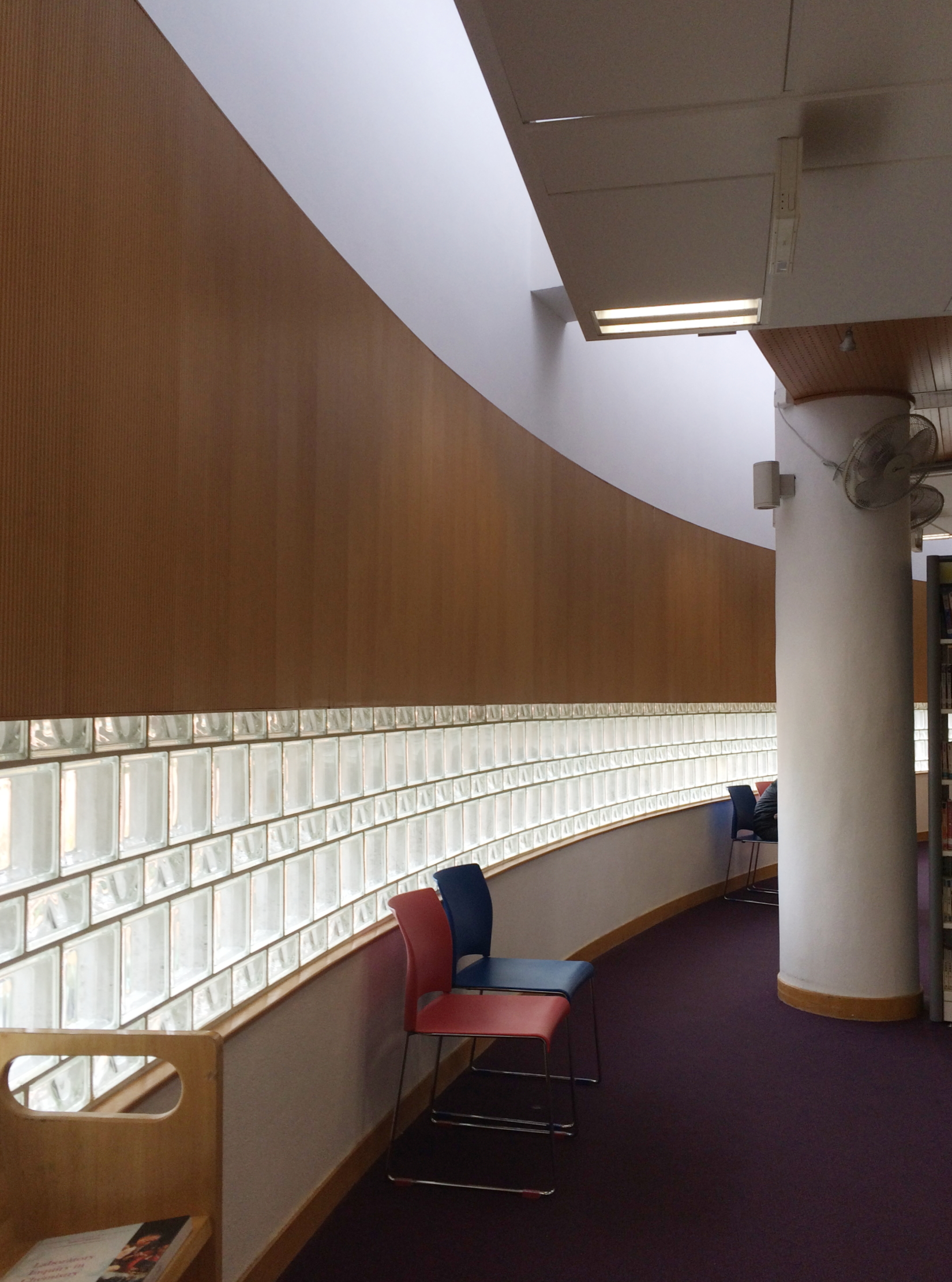
成人圖書館內的座位

- 參考圖書部
- 學生自修室
- 自助儲物櫃

- 圖書館大樓外貌
- 報刊閱覽部
- 親子閱讀
- 小朋友使用多媒體設備
- 成人圖書館內的座位

## 附近建築物
- 馬鞍山公園
- 馬鞍山游泳池
- 馬鞍山體育館

## 外部連結
- 馬鞍山公共圖書館 （页面存档备份，存于）